# Hora Svatého Šebestiána
Hora Svatého Šebestiána (německy Sebastiansberg) je obec v okrese Chomutov v Ústeckém kraji. Nachází se v Krušných horách třináct kilometrů severozápadně od Chomutova v nadmořské výšce okolo 840 metrů. V obci, ke které patří místní část Nová Ves, žije 360 obyvatel. Správní území obce zahrnuje také katastrální území dvou zaniklých osad: Jilmové a Pohraniční.
Založena byla pravděpodobně v první polovině šestnáctého století jako horní město na chomutovském panství. Těžily se zde zejména rudy stříbra, mědi a cínu, ale od devatenáctého století také rašelina. Roku 1597 císař Rudolf II. povýšil Horu Svatého Šebestiána na královské horní město, které se v roce 1617 vykoupilo ze všech poddanských povinností. Město velmi utrpělo během třicetileté války, která ukončila činnost většiny dolů a pozdější pokusy o jejich obnovu byly jen krátkodobé a neúspěšné. K významnému rozkvětu došlo v poslední třetině devatenáctého století v souvislosti s rozvojem obchodu se Saskem. Další období úpadku přinesla druhá světová válka, po které počet obyvatel poklesl na necelé dvě stovky.

## Název
Název vesnice vznikl spojením výrazu hory (doly) a jména světce, které mělo upomínat na zakladatele Šebestiána z Veitmile. V historických pramenech se jméno vyskytuje ve tvarech: Bastianperk (1571), Sanct Sebastian (1596), Ssebastyanspergk (1618), St. Sebastianbergk (1645) nebo Sebastianberg (1846).

## Historie

### Počátky města
Počátky těžby rudných surovin (zejména stříbra, ale také mědi, olova a cínu) u Hory Svatého Šebestiána jsou nejasné a neověřené zprávy sahají až do čtrnáctého století. Podle nich zde měla stát vesnice Passberg, jejímž majitelem měl být v letech 1397–1417 jakýsi Hans Balzert. Podle další zprávy osada zanikla během husitských válek. Pravděpodobným zakladatelem však byl Šebestián z Veitmile, který byl majitelem chomutovského panství, k němuž Hora Svatého Šebestiána patřila. Údajně zde měl roce 1529 nechat postavit kostel zasvěcený svatému Šebestiánovi. Ve stejné době vznikla obchodní cesta, která spojovala Chomutovsko se saským Marienbergem založeným v roce 1521.
První písemná zmínka o městě pochází z roku 1549. Tehdy však již muselo město stát a plnit své funkce, protože listina zaznamenává rychtáře, městskou radu a zdejšího měšťana Paula Kocha, který v ní přiznává své dluhy ve výši 1400 tolarů vůči důlním investorům z Krakova a Vratislavi. Starší zdroje však uvádí jako první písemnou zmínku až záznam v chomutovském urbáři z roku 1558. Ta uvádí sedm poddaných, kteří zaplatili přes dvanáct kop grošů poplatků z luk a tři poddané, kteří odvedli téměř čtyř kopy grošů ze tří mlýnů. Podle urbáře z roku 1560 bylo město rozděleno do čtyř čtvrtí a perkmistr v něm kontroloval dodržování jáchymovského báňského řádu. Ve stejném roce chomutovské panství koupil Ferdinand Tyrolský, jehož otec, král Ferdinand I., městu potvrdil starší výsady, udělil městský znak a povolil dva výroční trhy a výběr cla za projíždějící vozy jako náhrady za výdaje spojené s údržbou obchodní cesty. V témže roce ve městě žilo 232 poddaných, fungovala zde huť, stoupa a štola, ve které se dobývaly stříbrné a cínové rudy.
Dalším majitelem se stal v roce 1571 Bohuslav Felix Hasištejnský z Lobkovic. Listina vydaná jeho synem Bohuslavem Jáchymem Hasištejnským z Lobkovic v roce 1585 upravuje užívání mlýna a nepřímo dokládá právo vaření piva. Rozvoj města ustal po roce 1589, kdy panství získal získal Jiří Popel z Lobkovic. Jako zapřisáhlý katolík zahájil na svém panství tvrdou rekatolizaci, což přimělo mnoho obyvatel města, kteří byli často protestanty, k odchodu do Saska. Zlepšení situace přinesl až jeho mocenský pád v roce 1594, kdy mu císař Rudolf II. nechal zabavit veškerý majetek. Město se dostalo pod královskou správu a v roce 1597 jej císař povýšil na královské horní město. Bylo však ve velmi špatném stavu, a císař mu proto udělil řadu významných privilegií, která měla pomoci s obnovením prosperity. Horníci byli osvobozeni všech od daní, poplatků, robot a služby ve vojsku. Zároveň jim udělil osobní svobodu a dědičné právo k veškerému majetku. Císař Matyáš tato práva potvrdil a město se v roce 1617 vykoupilo ze všech poddanských povinností. Došlo k rozvoji řemesel – zejména dřevařství a uhlířství – a na pastvinách se začal rozvíjet chov dobytka.

### Po třicetileté válce

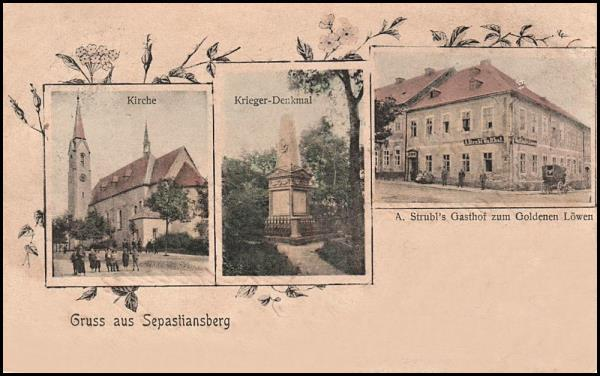
Historická pohlednice se zbořeným novorománským kostelem

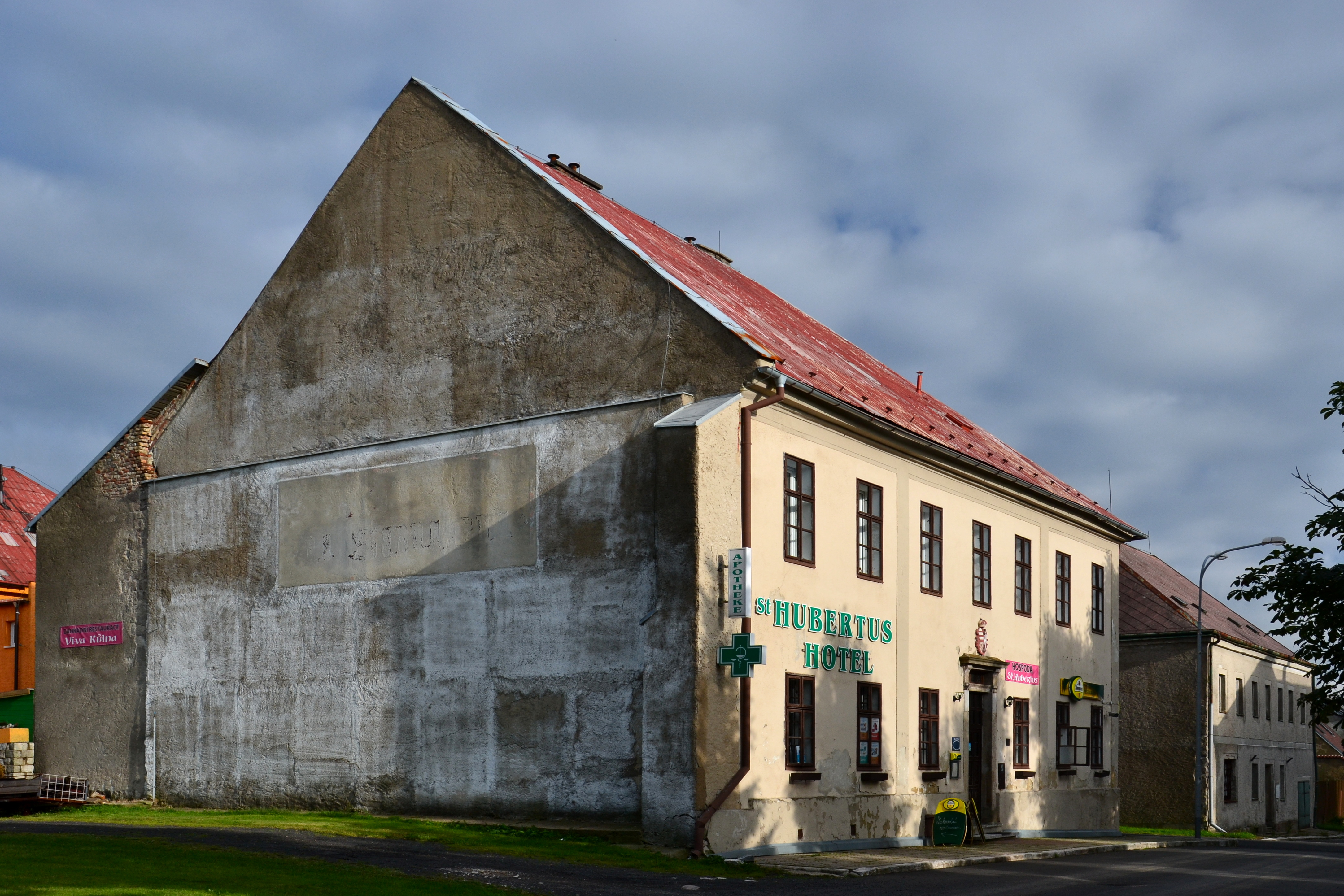
Budova historické radnice a soudu

Třicetiletá válka město zdevastovala. Opakované průchody vojsk různých stran drancovaly město a jeho okolí. Obyvatelé byli nuceni budovat opevněné šance a záseky a přispívat na platy jejich obránců. Zároveň jim královská komora radila ukrývat majetek, protože nebylo možné zabránit náhlým vpádům vojsk. S úpadkem dolování se hlavním zdrojem obživy stala řemesla (existovaly cechovní řády pro koláře, zámečníky, kováře a po skončení války také pro bednáře, truhláře a pláteníky) a nevýnosné zemědělství. Berní rula z roku 1654 uvádí 85 usedlostí obydlených a devatenáct pustých. Ve zbytku sedmnáctého století již hrálo hornictví jen zcela okrajovou úlohu a bylo udržováno jen proto, aby městu zůstaly výhody horních měst. V roce 1665 v obecním dole pracovalo na vlastní náklady jen několik horníků.
Pozdější pokusy o obnovení těžby zastavila sedmiletá válka, která probíhala v letech 1756–1763. Už od počátku osmnáctého století se lidé živili především službami spojenými s obchodní cestou. Provozovali také zemědělství, ale existují záznamy, ve kterých si radní stěžují na těžké podmínky: krátké léto a kamenitou neúrodnou půdu, na které lze vypěstovat jen trochu ovsa nebo lnu a potom musí ležet i patnáct let ladem. Během samotné války došlo k 36 vpádům vojsk. K nejhoršímu došlo v roce 1762, kdy pruské vojsko generála Kleista město vyplenilo a zapálilo. V požáru shořelo 36 domů. Ve stejném roce pruští husaři odvedli všechen dobytek do Saska. K dalším vojenským vpádům docházelo na počátku devatenáctého století a opakovaly se také roky nepříznivého počasí, ve kterých nedozrála úroda a ceny potravin byly velmi vysoké. V roce 1845 mělo město 1 588 obyvatel a 193 domů. Roku 1854 ho však postihl požár, při kterém 109 domů shořelo.
V poslední třetině osmnáctého století došlo k posledním pokusům o obnovu hornictví. V roce 1771 probíhalo čištění štoly na Císařském pásmu blízko Nové Vsi. Ta se na pracích finančně podílela, protože městu na zaplacení prací nestačil ani výnos daní, který mu stát k tomuto účelu ponechal. V roce 1787 byl v provozu důl Palmbaum a na přelomu osmnáctého a devatenáctého století také štoly Leopold a Matouš. Všechny doly tehdy byly provozovány jen krátce a pracovalo v nich nejvýše pět horníků. Severně od města byly u Chomutovky dva doly: Požehnání boží a Kníže nebes. Severovýchodně od nich se nacházela drobnější díla se štolou Palmbaum a pokusně ražená štola Leopold.

### Od druhé poloviny devatenáctého století

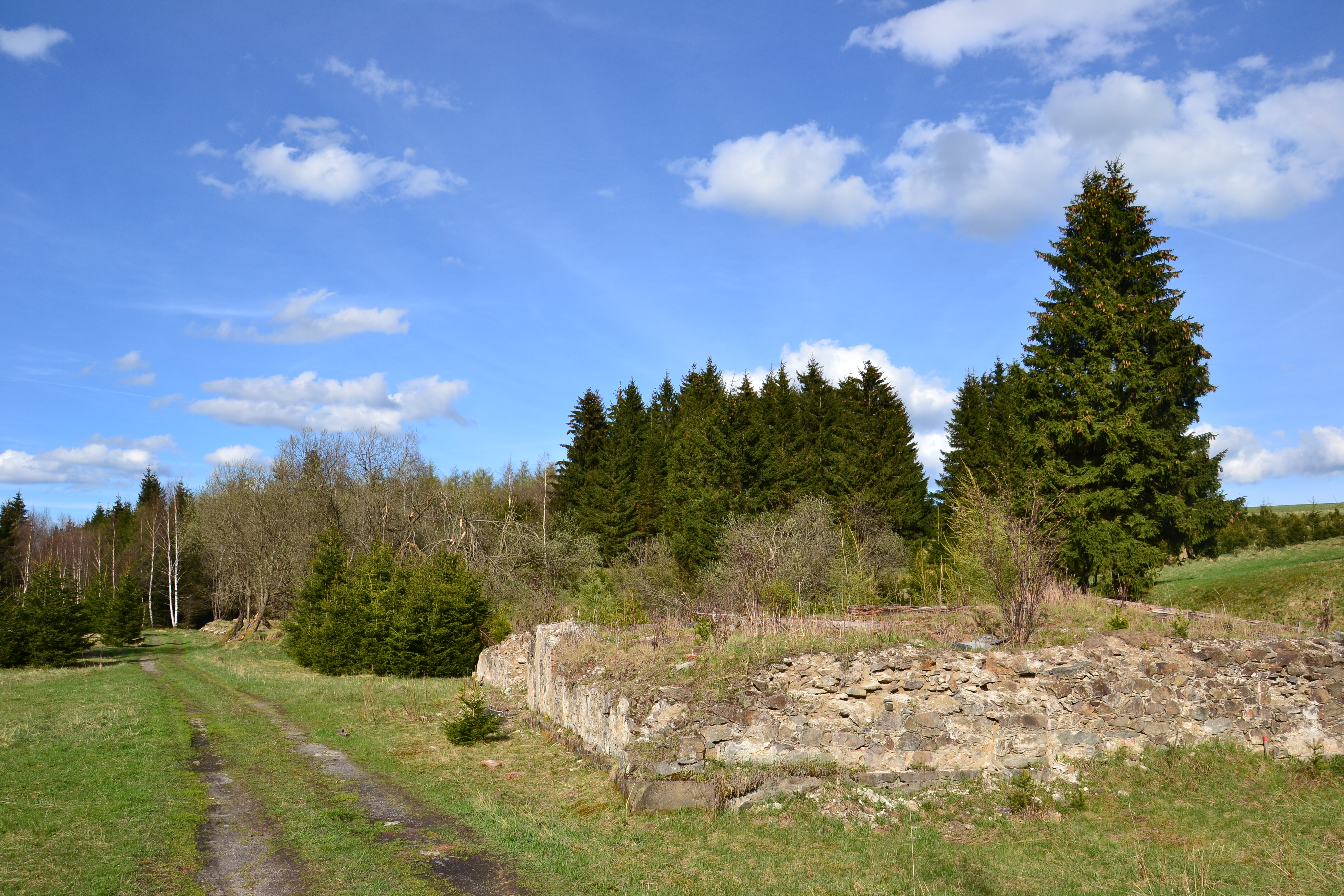
Torzo budovy železniční stanice

V sedmdesátých letech devatenáctého století se hospodářská situace města zlepšila. Vzniklo zde centrum obchodu s drůbeží a prasaty, která se prodávala do Saska. V řadě domů se začaly vyrábět ozdobné prýmky a krajky. V roce 1875 byl zahájen provoz na železniční trati z Chomutova do Marienbergu, na které mělo město vlastní nádraží. Dřevěné domy byly nahrazeny kamennými. Byla postavena nová školní budova a kostel (1874–1877), vznikl hasičský sbor (1882), otevřena městská spořitelna (1892), vybudována kanalizace (1898) a vodovod (1900). V roce 1892 byla založena společnost Rašelinářské závody v Hoře Svatého Šebestiána, která těžila rašelinu z rašelinišť severozápadně od města. Zanikla v roce 1916, ale hned ji nahradila nová společnost zřízená městem. Od roku 1902 ve městě začala působit také košíkářská škola a výroba košíků se udržela až do období po druhé světové válce. Byla zde otevřena také dvě muzea, která se věnovala dějinám zpracování rašeliny a košíkářství. Rozvoj skončil až roku 1914, kdy Německo omezilo obchod a o rok později uzavřelo hranici.
V první světové válce padlo 91 místních mužů. Ceny potravin už v roce 1915 velmi vzrostly a o dva roky později zemřela část obyvatel při epidemii úplavice. Po válce nebyl dostatek pracovních příležitostí. V továrně se zpracovávala rašelina, fungovala výroba krajek, košíků a střívek, ale část obyvatel se přesto živila pašováním. K formám zimního přivýdělku patřilo také získávání ledu z okolních rybníků. Led se prodával do pivovarů a hostinců, kde sloužil ke chlazení sklepů. V roce 1910 se odvážel po železnici i do Berlína, Magdeburgu, Lipska a dokonce i do Budapešti. Po uzavření Mnichovské dohody se město v letech 1938 až 1945 stalo součástí nacistického Německa. Po druhé světové válce došlo k vysídlení Němců z Československa, a počet obyvatel se z 1 322 v roce 1930 snížil na méně než 300 v roce 1947.
Období po druhé světové válce se odehrálo ve znamení devastace. V roce 1951 zde žilo jen 181 obyvatel, a proto bylo o rok později zbouráno asi sto domů. Zanikla obě muzea a v jejich budovách byl umístěn dětský domov zrušený v roce 1985 kvůli havarijnímu stavu budov. Přibližně dva tisíce exponátů muzea rašeliny bylo v roce 1954 převezeno do chomutovského muzea a uloženo v depozitáři. V roce 1967 odstřelili neudržovaný novorománský kostel a ve stejném období obec přišla o železniční spojení, protože provoz na železniční trati byl koncem šedesátých let ukončen. Roku 1978 rozvoji trochu napomohlo otevření silničního hraničního přechodu, ale silnice výrazně zasáhla do vzhledu obce.
Teprve po roce 1989 se vesnice začala znovu rozvíjet. Zejména poslední desetiletí dvacátého století bylo spojené s rozvojem nevzhledných tržnic a prostituce. Postupně však byla opravena řada budov a zrevitalizován prostor náměstí.

## Přírodní poměry
Vesnice leží třináct kilometrů severozápadně od Chomutova v nadmořské výšce 840 metrů ve stejnojmenném katastrálním území s rozlohou 4,28 km². K obci patří ještě katastrální území Nová Ves u Křimova (9,89 km²), Jilmová (6,97 km²) a Pohraniční (13,27 km²). Obec na severozápadě sousedí s Německem a dalšími sousedními obcemi jsou Kalek na severovýchodě, Křimov na východě a jihovýchodě a Výsluní na jihozápadě. Z celkové rozlohy obce o velikosti 3 441 hektarů tvoří 2 554 hektarů lesní půda. Zemědělská půda zabírá 620 hektarů, z nichž většinu (557 hektarů) tvoří trvalé travní porosty. Na ornou půdu připadá 41 hektarů a na zahrady dva hektary. Vodní plochy měří 21 hektarů. Zbývající část území jsou zastavěné a ostatní plochy. Koeficient ekologické stability je 10,98, což území řadí mezi přírodě blízké oblasti s převahou ekologicky stabilních struktur a nízkým využitím krajiny člověkem. Oblast východně od silnice I/7 se nachází na území přírodního parku Bezručovo údolí. Západní hranice parku prochází přímo středem vesnice.

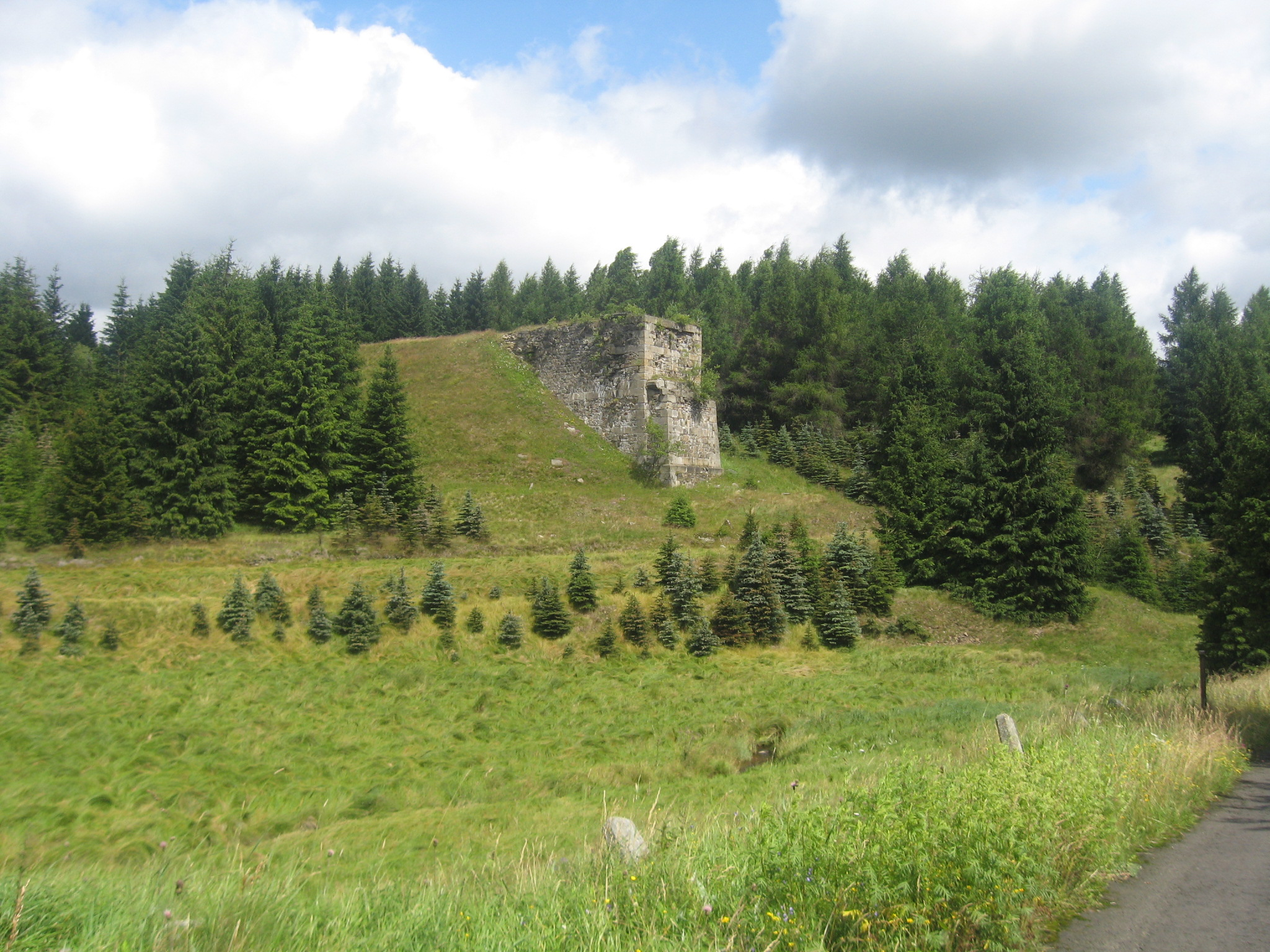
Pilíř odstřeleného železničního mostu přes Bezručovo údolí

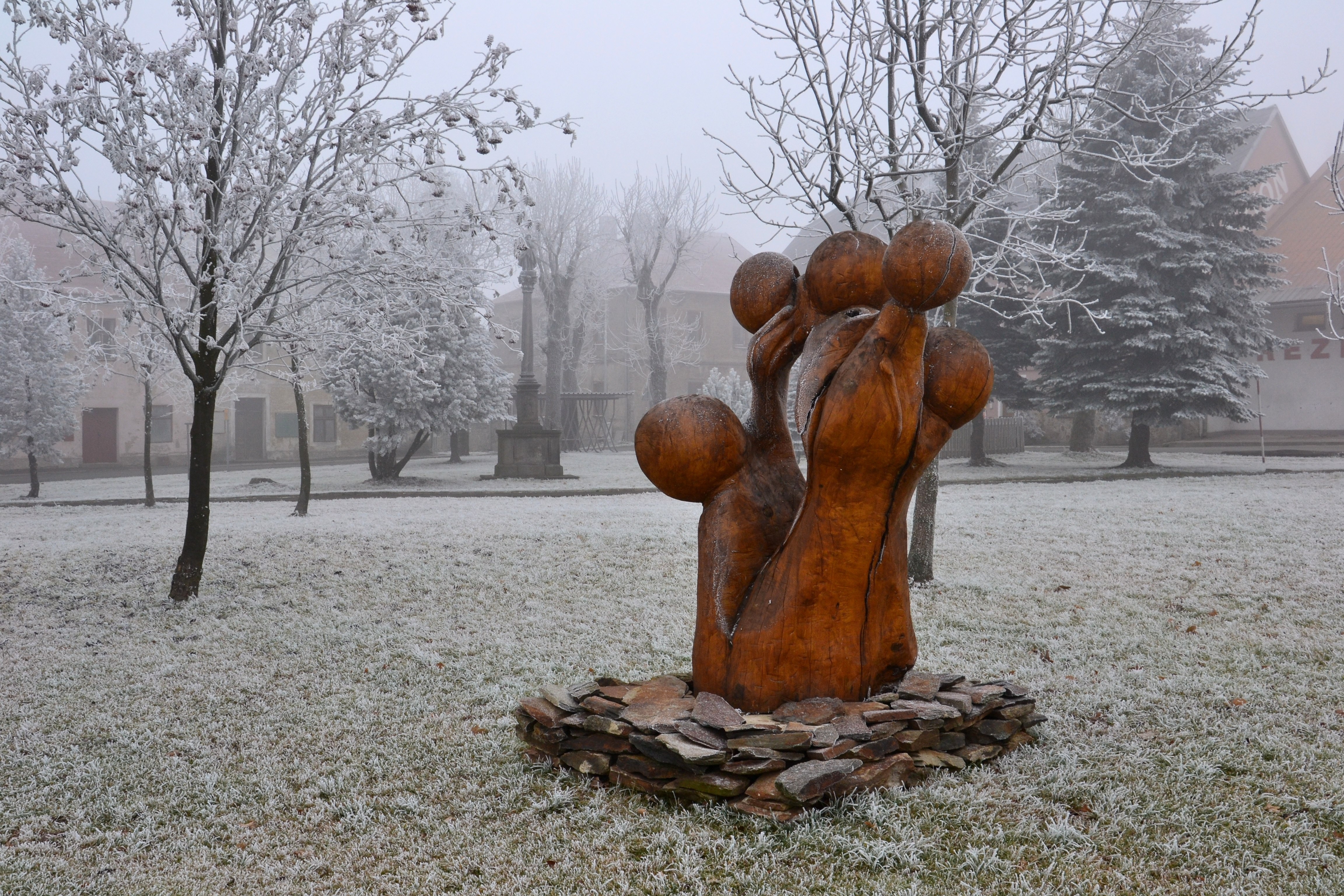
Novodobá skulptura na náměstí

Geologické podloží katastrálního území tvoří prekambrijské nebo prvohorní metamorfované horniny. Samotné Hora Svatého Šebestiána stojí na deformovaných a metamorfovaných biotitických a dvojslídných granitech a granodioritech, které se v úzkém pásu táhnou od vesnice směrem na severozápad až ke státní hranici. Východní a jižní cíp území tvoří místy migmatizované dvojslídné a biotitické ruly a severně od vesnice se vyskytují svory a ruly. U zaniklého nádraží, asi jeden kilometr severovýchodně od vesnice, se nachází výchoz muskovit-biotitických pararul s patrnou pěticí žil doleritu, které jsou pravděpodobně variského stáří.
Celá oblast leží v geomorfologickém celku Krušné hory, podcelku Loučenská hornatina a okrsku Přísečnická hornatina. Nejvyšším bodem je bezejmenná kóta s výškou 858 metrů východně od vesnice. Z půdních typů převažují podzoly. Na severovýchodě v místech s pomístním názvem Liščí vrch se vyskytují gleje a podél Chomutovky (západně od silnice I/7) a v oblastech rašelinišť se vytvořily několikametrové vrstvy rašeliny.
Severně od vesnice protéká řeka Chomutovka, která pramení v rašeliništích o několik kilometrů dále na západ. Jihozápadně od vesnice pramení malý Novoveský potok, který vzápětí napájí kaskádu tři malých rybníků (třetí z nich je vysušený). Pod nimi se stáčí k jihovýchodu a na samém okraji Nové Vsi, předtím než opustí katastrální území Hory Svatého Šebestiána, napájí další malý rybník.

### Schreiberovo rašeliniště
Schreiberovo rašeliniště, pojmenované po přírodovědci Hansi Schreiberovi, leží severně od Hory Svatého Šebestiána na levé straně silnice I/7. Podložím rašeliniště jsou okaté ruly, středně zrnité biotitické až dvojslídné ortoruly v nadmořské výšce 816–846 metrů. Západní část rašeliniště je odvodňována do potoka Černá, východní část rašeliniště odvodňuje jedna ze zdrojnic Chomutovky. Vrstva rašeliny dosahuje mocnosti až sedm metrů. Spodní část rašeliny obsahuje zbytky přesličky, vrb a olší. V mladším horizontu jsou rozptýleny převážně zbytky smrku a borovice. Nad ním se nachází 2 m mocná vrstva rašeliníkové rašeliny. Těžba zde probíhala přes 150 let a rašeliniště o původní rozloze 168 ha bylo z větší části vytěženo. Od roku 2012 je část Schreiberova rašeliniště součástí přírodní rezervace Prameniště Chomutovky.

## Obyvatelstvo
Při sčítání lidu v roce 1921 zde žilo 1 389 obyvatel (z toho 637 mužů), z nichž bylo čtrnáct Čechoslováků, 1 365 Němců a deset cizinců. Kromě šestnácti evangelíků, jednoho příslušníka jiných církví a dvou lidí bez vyznání byli ostatní členy římskokatolické církve. Podle sčítání lidu z roku 1930 měla obec 1 322 obyvatel: 41 Čechoslováků, 1 277 Němců a čtyři cizince. Evangelíků bylo třináct, tři lidé patřili k církvi československé, deset bylo bez vyznání a ostatní se hlásili k římskokatolické církvi.
|                                                              | 1869 | 1880 | 1890 | 1900 | 1910 | 1921 | 1930 | 1950 | 1961 | 1970 | 1980 | 1991 | 2001 | 2011 | 2021 |
| ------------------------------------------------------------ | ---- | ---- | ---- | ---- | ---- | ---- | ---- | ---- | ---- | ---- | ---- | ---- | ---- | ---- | ---- |
| Obyvatelé                                                    | 1743 | 2050 | 2142 | 1995 | 1824 | 1389 | 1322 | 276  | 280  | 334  | 243  | 106  | 138  | 162  | 196  |
| Domy                                                         | 197  | 221  | 230  | 227  | 196  | 185  | 184  | 181  | 108  | 59   | 47   | 60   | 38   | 49   | 57   |
| Data z roku 1961 zahrnují také domy z místní části Nová Ves. |      |      |      |      |      |      |      |      |      |      |      |      |      |      |      |

## Obecní správa a politika

### Správní území a místní části
Hora Svatého Šebestiána leží v Ústeckém kraji v okrese Chomutov a patří k ORP Chomutov. Po zrušení poddanství se na krátký čas stala centrem samostatného okresu, ale od roku 1869 je samostatnou obcí v okrese Chomutov. Její jedinou další místní částí je od roku 1961 Nová Ves, ale od roku 1950 byly její součástí také zaniklé osady Jilmová a Pohraniční. Jejich katastrální území stále existují a jsou součástí obce. Do roku 1945 bylo město centrem soudního okresu Hora Svatého Šebestiána.

### Zastupitelstvo a starosta
Dne 22. května 1938 se konaly volby do obecních zastupitelstev. Z rozdělených 835 hlasů v Hoře Svatého Šebestiána získaly 732 hlasů Sudetoněmecká strana a 103 hlasů Německá sociální demokracie.
V místních volbách se volí sedm členů obecního zastupitelstva. Při volbách do obecního zastupitelstva na funkční období 2014–2018 byla volební účast v obci 65,64 %. Všichni zvolení zastupitelé byli bez politické příslušnosti na kandidátní listině sdružení Lidé pro hory. Starostou se stal Jan Koutský.

### Znak
Městský znak je rozdělený na poloviny, přičemž pravá strana se dále příčně dělí. V její dolní části je na zlatém pozadí zobrazen hornický znak – zkřížené kladívko a mlátek. V horní části je v červeném poli položeno stříbrné břevno. Levá polovina štítu na červeném pozadí zobrazuje svatého Šebestiána, který je přivázan k suchému kmeni a proklatý pěti šípy. Na horním okraji štítu je položena královská koruna.

### Vlajka
Vlajka byla obci udělena rozhodnutím předsedy Poslanecké sněmovny Parlamentu České republiky dne 15. prosince 1998.

## Doprava

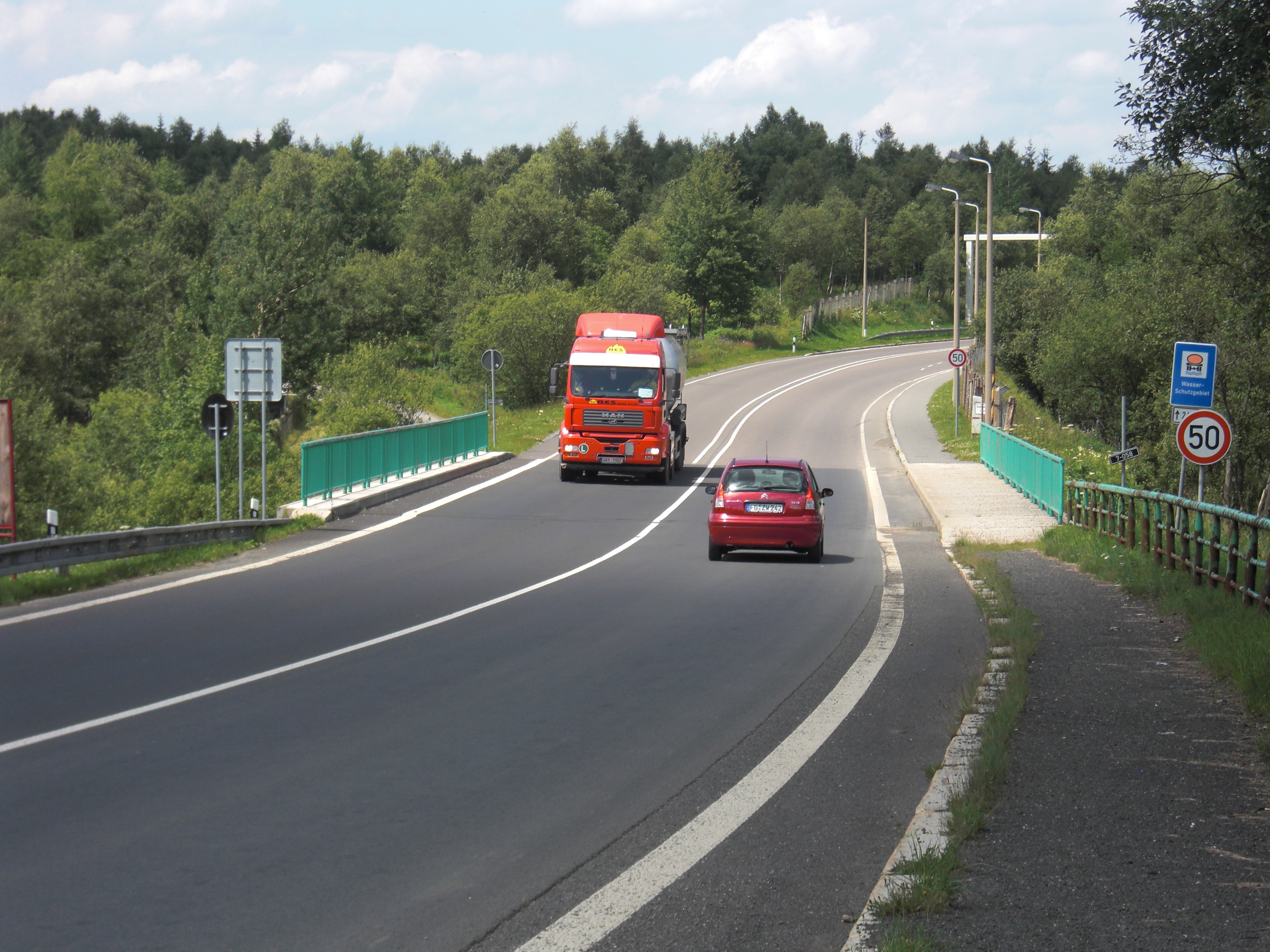
Silnice I/7 u hraničního přechodu

Vesnicí vede silnice první třídy I/7 z Chomutova k hraničnímu přechodu u Reitzenhainu. Nejbližší železniční zastávka Nová Ves u Křimova na trati Chomutov–Vejprty je vzdálená necelé dva kilometry, ale v jízdním řádu 2016/2017 ji obsluhovaly dva páry vlaků o víkendech v období od května do září. Přímo na náměstí stojí zastávka autobusové linkové dopravy. Přes vesnici vede také červeně značená turistická trasa, která je páteřní turistickou trasou Krušných hor, a začínají zde dvě cyklotrasy. Cyklotrasa č. 3079 vede s Bezručovým údolím k Prvnímu Mlýnu a dále pokračuje do Rudolic v Horách. Cyklotrasa č. 3003 vede přes Výsluní okolo vodní nádrže Přísečnice do Vejprt.

## Společnost
Ve vesnici funguje veřejná knihovna.

### Školství

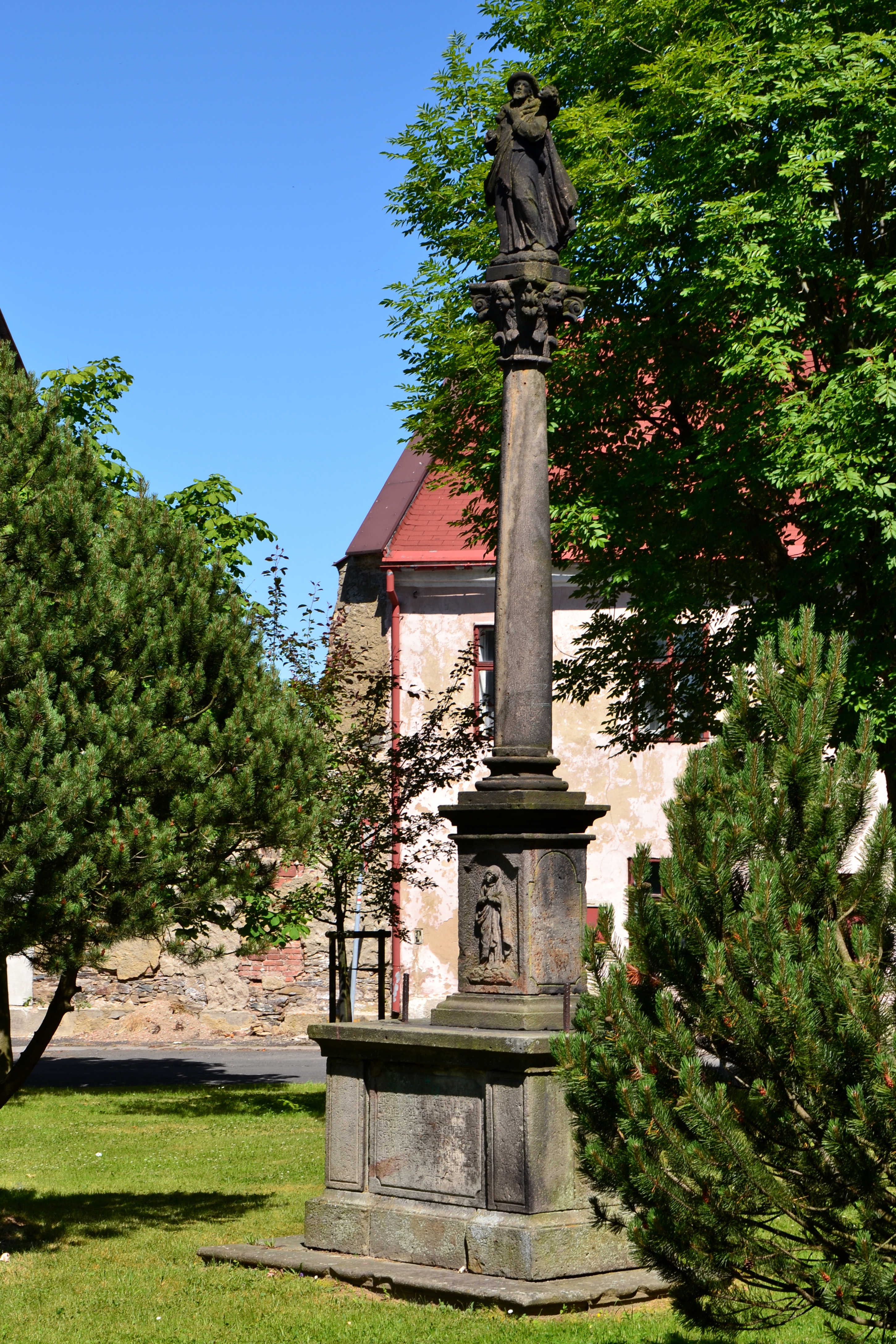
Sloup se sochou Dobrého pastýře z Rusové

Škola byla ve městě založena v posledních letech šestnáctého století a přečkala i třicetiletou válku. Po otevření soukromého dětského domova roku 1879, stoupl počet žáků až na 447 v roce 1884, a proto město nechalo postavit novou školní budovu otevřenou roku 1888. Počet žáků však postupně klesal. Zatímco na konci první světové války měla škola první až pátý ročník, roku 1929 byl otevřen první až třetí ročník. Kromě základní školy zde však od roku 1927 fungovaly také jesle, česká jednotřídní škola a jesle (1927). K dispozici byla také Všeobecná průmyslová škola pro učně a učnice z roku 1911, košíkářská škola z roku 1902 uzavřená na konci první světové války. Její žáci přešli na Všeobecnou průmyslovou školu. Po druhé světové válce byla v listopadu 1945 otevřena jednotřídní česká škola pro dvanáct žáků. Měla až tři ročníky, ale od roku 1979 fungovala jako jednotřídní a po roce 2000 byla uzavřena i ta. Obec provozuje mateřskou školu.

## Pamětihodnosti
- V parku na náměstí stojí barokní sloup se sochou Dobrého pastýře z roku 1715. Původně stál v obci Rusová, která zanikla při stavbě vodní nádrže Přísečnice.[52]
- Budova bývalé radnice a soudu byla postavena v empírovém slohu kolem roku 1800. Nad portálem je umístěn městský znak.[52]
- Ve východní polovině náměstí stával pseudorománský kostel svatého Šebestiána z let 1873–1876, který byl zbořen 15. března 1967.[53] Severně od něj stál mariánský sloup ze druhé čtvrtiny osmnáctého století. Na severním okraji města stojí u silnice do Bezručova údolí poškozený sloup Nejsvětější Trojice z roku 1908, který je kopií staršího barokního díla.[54]
- Přírodní rezervace Prameniště Chomutovky

## Rodáci
- Josef Hemmerle (1914–2003), historik a archivář